# Ryuthela
Ryuthela es un género de arañas perteneciente a la familia  Liphistiidae.

## Especies
- Ryuthela iheyana Ono, 2002 — Ryukyu Islands
- Ryuthela ishigakiensis Haupt, 1983 — Ryukyu Islands
- Ryuthela nishihirai (Haupt, 1979) — Okinawa
- Ryuthela owadai Ono, 1997 — Ryukyu Islands
- Ryuthela sasakii Ono, 1997 — Ryukyu Islands
- Ryuthela secundaria Ono, 1997 — Ryukyu Islands
- Ryuthela tanikawai Ono, 1997 — Ryukyu Islands